# Jaynagar Majilpur
Jaynagar Majilpur è una suddivisione dell'India, classificata come municipality, di 25.922 abitanti, situata nel distretto dei 24 Pargana Sud, nello stato federato del Bengala Occidentale. In base al numero di abitanti la città rientra nella classe III (da 20.000 a 49.999 persone).

## Geografia fisica
La città è situata a 22° 10' 31 N e 88° 25' 12 E e ha un'altitudine di 8 m s.l.m..

## Società

### Evoluzione demografica
Al censimento del 2001 la popolazione di Jaynagar Majilpur assommava a 23.319 persone, delle quali 12.016 maschi e 11.303 femmine. I bambini di età inferiore o uguale ai sei anni assommavano a 2.284, dei quali 1.194 maschi e 1.090 femmine. Infine, coloro che erano in grado di saper almeno leggere e scrivere erano 17.804, dei quali 9.823 maschi e 7.981 femmine.